# Evolution (film)
Evolution is een Amerikaanse komische sciencefictionfilm uit 2001 van Ivan Reitman met in de hoofdrollen onder meer David Duchovny en Seann William Scott.

## Verhaal
Brandweerman in opleiding Wayne Grey (Seann William Scott) is in de buurt van Glen Canyon getuige van de inslag van een meteoor in een grot. Uit onderzoek door wetenschappers Ira Kane (David Duchovny) en Harry Block (Orlando Jones) blijkt er buitenaards leven aanwezig te zijn, dat bovendien snel evolueert. Hierop sluit het leger, onder leiding van generaal Woodman (Ted Levine), de omgeving af. Dr. Reed (Julianne Moore) van het CDC neemt het onderzoek over, maar dat pikken Ira en Harry niet. Ondertussen blijkt dat het buitenaards leven binnen een paar maanden het land kan overnemen.

## Rolverdeling
| Acteur              | Personage                    | Opmerkingen                                                    |
| ------------------- | ---------------------------- | -------------------------------------------------------------- |
| David Duchovny      | dr. Ira Kane                 | docent aan universiteit, tevens voormalig kolonel in het leger |
| Orlando Jones       | prof. Harry Phineas Block    | docent aan universiteit, geoloog en collega van Ira            |
| Julianne Moore      | dr. Allison Reed             | onderzoeker bij het CDC                                        |
| Seann William Scott | Wayne Grey                   | brandweerman in opleiding                                      |
| Ted Levine          | generaal Russell Woodman     |                                                                |
| Ethan Suplee        | Deke Donald                  | student                                                        |
| Michael Ray Bower   | Danny Donald                 | student                                                        |
| Pat Kilbane         | Sam Johnson                  |                                                                |
| Kyle Gass           | Drake                        |                                                                |
| Ty Burrell          | kolonel Flemming             |                                                                |
| Dan Aykroyd         | Lewis                        | gouverneur van Arizona                                         |
| Sarah Silverman     | Denise                       |                                                                |
| Richard Moll        | inspecteur brandweertraining |                                                                |
| Jerry Trainor       | Tommy                        |                                                                |
| Stephanie Hodge     | Jill Mason                   |                                                                |
| Steven Gilborn      | Guilder                      | rechter                                                        |
| John Cho            | student                      |                                                                |